# Le piacevoli notti
Le piacevoli notti è una raccolta di 75 novelle composte dallo scrittore italiano Giovanni Francesco Straparola negli anni cinquanta del XVI secolo, e pubblicate a Venezia a partire dal 1550.

## Storia editoriale
Le prime 25 novelle furono pubblicate a Venezia nel 1550; considerato il successo che l'opera incontrò nel pubblico, Straparola pubblicò altre 48 novelle nel 1553 e nel 1556 riunì tutte le fiabe in un'unica edizione. Tutte e tre le edizioni furono pubblicate presso Comin da Trino, a Venezia.

Secondo la ricostruzione di Giuseppe Rua, la raccolta fu ristampata in ben ventitré edizioni, e tradotta in tedesco, in spagnolo ed in francese entro pochi anni dalla prima pubblicazione.

Fu pubblicata anche nella collana Scrittori d'Italia di Laterza. L'attuale edizione di riferimento in Italia è quella curata da Donato Pirovano, in due volumi, pubblicata da Salerno Editrice a Roma nel 2000.  
La traduzione castigliana si intitola Honesto y agradable entretenimiento de damas y galanes e fu composta dal baezano Francisco Truchado. La sua editio princeps, pubblicata a Saragozza nel 1578, è stata rinvenuta da David González Ramírez. Esistono due edizioni di questa traduzione: quella curata da Leonardo Coppola per la casa editrice Sial/Prosa Barroca di Madrid (2016); e quella preparata da Marco Federici, nella collana Iberica della casa editrice Nuova Cultura (Roma, 2014), che però fu composta prima che fosse scoperta la princeps.

## Contenuto
L'opera comprende 75 tra novelle e fiabe, che si immaginano raccontate nel corso di 13 notti; le novelle sono accompagnate da 75 enigmi in ottava rima (non di rado osceni), e sono raccordate mediante una cornice narrativa di ispirazione boccaccesca, che comprende anche indovinelli e altri racconti. A narrare le novelle sono tredici donne, che fanno parte di una brigata riunitasi a Murano, nel palazzo del vescovo di Lodi, Ottaviano Maria Sforza, per festeggiare il carnevale veneziano (probabilmente quello del 1536). Tra i presenti ci saranno anche, nel secondo libro, Pietro Bembo e il suo discepolo Bernardo Cappello.
Nel corso delle prime 12 notti vengono narrate 5 novelle per notte; nella tredicesima notte le novelle raccontate sono 13, per un totale di 73. Nell'edizione definitiva del 1556 venne rimossa, probabilmente per motivi religiosi, la quinta novella dell'ottava notte VIII 5, e al suo posto ne vennero collocate altre due.
Tra le novelle salienti si segnalano quelle del pre' Scarpacifico (I 3), del Re Porco (II 1), di Pietro pazzo (III 1) dell'Augellin belverde (IV 3) e di Adamantina (V 2); si tratta di racconti fantastici caratterizzati dalla presenza di animali dotati di poteri magici. Estremamente nota, in particolare, è la novella del gatto con gli stivali (XI 1), che godrà di uno straordinario successo grazie alla versione francese di Charles Perrault, diffusa in tutta Europa sul finire del XVII secolo.

## Stile
La novità della raccolta di Straparola rispetto al genere novellistico è da individuare nella presenza della componente fiabesca e nell'ampio uso di una materia popolare, il folklore, compreso l'elemento dialettale. Due novelle, I tre gobbi e Marsilio Verzolese, sono addirittura narrate, rispettivamente, in bergamasco e padovano (con alcuni elementi caratteristici del teatro ruzantiano).
Da un punto di vista più strettamente linguistico, le Piacevoli notti sono caratterizzate da una predominanza della struttura paratattica e dalla presenza di frequenti espressioni derivanti dal dialetto veneto.

## Film
- Le piacevoli notti, film a episodi del 1966 diretto da Armando Crispino e Luciano Lucignani con Vittorio Gassman, Ugo Tognazzi e Gina Lollobrigida[3].